# Konstantin Dumba
Konstantin Theodor Dumba (Vienna, 17 giugno 1856 – Steindorf am Ossiacher See, 6 gennaio 1947) è stato un diplomatico e nobile austriaco.
Venne espulso dagli Stati Uniti nel 1916 dove si trovava come ambasciatore, con l'accusa di spionaggio.

## Biografia
Nato a Vienna il 17 giugno 1856, era figlio di Nikolaus Dumba (1830-1900), ricco imprenditore austriaco di origini aromune-greca la cui famiglia era originaria del villaggio di Vlasti nella provincia ottomana della Rumelia ed era emigrata a Vienna agli inizi dell'Ottocento. Dopo aver completato i suoi studi legali ed aver ottenuto il dottorato, entrò al servizio del ministero degli esteri austroungarico nel 1879. Successivamente fu impiegato all'ambasciata austriaca a Londra dal 1881 al 1886 e quindi a San Pietroburgo, Roma, Bucarest e Parigi.
Dal 1903 al 1905, Dumba prestò servizio come ambasciatore imperiale a Belgrado, in Serbia, per poi venire richiamato a Vienna dove lavorò per il ministero degli esteri sino al 1909, quando venne nominato ambasciatore imperiale a Stoccolma, città dove rimase sino al 1912.
Il 4 marzo 1913, Dumba venne nominato quale successore del barone Ladislaus Hengelmüller von Hengervár al ruolo di ambasciatore imperiale presso gli Stati Uniti a Washington. Presentò le sue credenziali al presidente Wilson il 24 aprile 1913. I primi cinque mesi del suo operato si dimostrarono sostanzialmente tranquilli, ma lo scoppio della prima guerra mondiale lo portò ben presto sotto la luce dei riflettori internazionali.
Una prima controversia che Dumba si trovò a dover affrontare fu il problema della riabilitazione di quei concittadini che vivendo all'estero erano riusciti a "sfuggire" alla coscrizione obbligatoria dell'esercito. Quella visione delle cose era però contraria alla politica di neutralità degli Stati Uniti, che avevano proibito categoricamente ai propri cittadini (e quindi anche agli austriaci che avessero acquisito la cittadinanza statunitense) di impegnarsi attivamente nella guerra in corso. Ben più serio fu però il caso dell'incidente avvenuto all'inizio di settembre del 1915, quando i media riportarono che Dumba era rimasto coinvolto in un'indagine che aveva portato alla scoperta di un tentativo di sabotaggio ai danni dell'industria bellica degli Stati Uniti. Il 5 settembre, venne resa nota una lettera destinata da Dumba al ministro degli esteri austriaco István Burián, scoperta dal corrispondente americano e giornalista James Francis Jewell Archibald. Nella lettera, Dumba proponeva delle misure per ostacolare le manifatture di munizioni degli alleati negli Stati Uniti. Il cosiddetto "affare Dumba" assunse ben presto le proporzioni di uno scandalo. Il 9 settembre 1915, il segretario di stato americano Robert Lansing dichiarò Dumba "persona non gradita" e richiese al governo austro-ungarico di richiamare il proprio ambasciatore in patria. Nella nota, Lansing accusò l'ambasciatore di spionaggio a fini di sabotare l'industria bellica americana. Il 27 settembre, il governo austro-ungarico non poté fare altro che richiamare Dumba a Vienna. Questi lasciò gli Stati Uniti il 5 ottobre e gli venne concesso un visto per oltrepassare il blocco continentale imposto all'Europa dalla Triplice Intesa e fare così ritorno alla capitale austriaca.
A seguito della sua partenza, l'ambasciata austro-ungarica a Washington venne guidata dal chargé d'affaires barone Erich Zwiedinek von Südenhorst. Il conte Adam Tarnowski von Tarnów venne nominato quale suo successore nel novembre del 1916, ma non riuscì mai a presentare le sue credenziali al presidente Wilson per lo sviluppo della partecipazione alla guerra in corso anche degli Stati Uniti e il suo conseguente rientro in patria.
Al suo ritorno a Vienna, Dumba si ritirò a vita privata. Nel maggio del 1917 ottenne il titolo nobiliare e venne ammesso nella Camera dei signori d'Austria, ma non ebbe un ruolo di rilievo a livello politico. Negli ultimi anni della sua vita si distinse per un atteggiamento strettamente pacifista e si dedicò alla scrittura di diverse opere, tra cui le sue memorie, che vennero date alle stampe per la prima volta nel 1932 e nelle quali difese il suo comportamento nel corso della prima guerra mondiale nell'ambasciata negli Stati Uniti.
Dumba morì a Steindorf am Ossiacher See il 6 gennaio 1947.

## Opere
- Zehn Jahre Völkerbund, 1930.
- Dreibund- und Entente-Politik in der Alten und Neuen Welt, 1931.
- Austria-Hungary and the War, New York 1915. (zusammen mit Albert Apponyi, Ladislaus Hengelmüller von Hengervár und Alexander Nuber)
- Memoirs of a Diplomat, 1932.